# Skoki (województwo mazowieckie)
Skoki – wieś w Polsce położona w województwie mazowieckim, w powiecie gostynińskim, w gminie Gostynin. Status samodzielnej osady miejscowość uzyskała 1 stycznia 2013. Wcześniej stanowiła część wsi Kiełpieniec.